# Граничное (Алтайский край)
Граничное (Кронау, нем. Kronau) — село в Табунском районе Алтайском крае, в составе Алтайского сельсовета.
Основано в 1909 году.
Население - 32 (2013)

## Физико-географическая характеристика
Село расположено на западе Табунского района, близ границы с Республикой Казахстан, в пределах Кулундинской равнины, относящейся к Западно-Сибирской равнине, в 12 км к западу от озера Кулундинское, на высоте 135 метров над уровнем моря. Рельеф местности - равнинный, село окружено полями. Распространены каштановые почвы.
К посёлку подъезд с твёрдым покрытием отсутствует. По автомобильным дорогам расстояние до административного центра села Алтайское - около 30 км, до районного центра села Табуны - около 33 км.

## История
Основано в 1909 году. Основатели из Поволжья и Причерноморья. До 1917 – в составе Славгородской волости Барнаульского уезда Томской губернии. Лютеранский приход Томск - Барнаул.

## Население
| 1926 | 1980 | 1987 | 1997 | 1998 | 1999 | 2000 | 2001 | 2002 | 2003 | 2004 | 2005 |
| ---- | ---- | ---- | ---- | ---- | ---- | ---- | ---- | ---- | ---- | ---- | ---- |
| 324  | ↗327 | ↗349 | ↘319 | ↘302 | ↗313 | ↘285 | ↗302 | ↘257 | ↗258 | ↘243 | ↘223 |
| 2006 | 2007 | 2008 | 2009 | 2010 | 2011 | 2012 | 2013 |      |      |      |      |
| ↘203 | →203 | ↘192 | ↘180 | ↘58  | ↗63  | ↘37  | ↘32  |      |      |      |      |

Национальный состав
По данным на 1980 г. 96 % населения села составляли немцы, в 1987 году доля немцев структуре населения сократилась на до 89 %.
Согласно результатам переписи 2002 года, в национальной структуре населения русские составляли 59 %.